# ألكسندر بيكر
ألكسندر بيكر (بالألمانية: Alexander Becker)‏ (و. 1818 – 1901 م) هو عالم نبات، وعالم حشرات، من ألمانيا، توفي عن عمر يناهز 83 عاماً.